# Алексий (ван дер Менсбрюгге)
Архиепископ Алексий (в миру Альберт ван дер Менсбрюгге, нидерл. Albert van der Mensbrugghe; 9 июля 1899, Синт-Никлас, Восточная Фландрия, Бельгия — 26 мая 1980, Дюссельдорф, Германия) — епископ Русской православной церкви, архиепископ Дюссельдорфский.

## Биография
Родился 9 июля 1899 года в городе Синт-Никлас в Восточной Фландрии. Происходил из древней фламандской семьи, многие члены которой посвятили себя служению Римо-католической церкви.

### Деятельность в Римско-католической церкви
Своё образование начал в общеобразовательном Колледже святой Варвары в Генте, руководимом иезуитами. В 1917—1919 года изучал философию католическом институте святого Николая. Окончил философский колледже святого Бенедикта в Аббатстве святого Андрея в Брюгге, куда поступил в ноябре 1919 года послушником и 30 октября был наречён именем Мавр (Маурус), в честь аббата Мавара, ученика Венедикта Нурсийского. 19 марта 1921 года брат Мавр стал рясофорным (первый обет).
С 1921 года обучался в Богословском колледже Мон-Сезар (аббатство Кейзерсберг) ордена святого Бенедикта в городе Лувене (Бельгия), который окончил в 1925 году со степенью лиценциата.
Затем окончил Папский Восточный институт в Риме со специализацией в области патристики и древней литургии. Прекрасно владел как родными фламандским и французским языками, так и немецким и английским.
21 марта 1924 года в аббатстве святого Андрея принял полные монашеские обеты.
В сентябре 1924 года католическим епископом Гентским Эмилем-Жаном Сегерсом был рукоположён во диакона, а 9 августа 1925 года архиепископом Мехелен-Брюссельским Дезире-Жозефом Мерсье во священника.
Однажды присутствовал за Божественной литургией по византийскому обряду, которое произвело на него сильное впечатление. Стал интересоваться и занялся изучением православной литургики и богословия. Стал одним из основателей бенедиктинского монастыря восточного обряда в Аме, затем переведённого в Шеветонь (Бельгия).
В 1927 году был направлен в Австрию, чтобы изучить возможность основания «дочернего» монастыря Аме. Но энергичное сопротивление тамошних римско-католических епископов не позволило осуществить это намерение.

### Переход в православие
После многих размышлений пришел к выводу, что к Римо-католической церкви он принадлежит лишь формально, убеждения же его сложились православными.
В 1928 году встречался в Париже с митрополитом Евлогием (Георгиевским) и протоиереем Сергием Булгаковым. Вскоре католические церковные власти назначили о. Мавра капелланом в женский монастырь Килемор, чтобы там он «забыл своё православие». Однако его интерес к православной вере только усилился.
14 апреля 1929 года был принят митрополитом Евлогием (Георгиевским) в Православие в Парижском храме во имя преподобного Сергия Радонежского при Богословском институте с монашеским именем Алексий.

### Православный священник
С 1929 года жил в Великобритании, где в течение десяти лет был домовым священником в одной влиятельной православной семье. В этот период находился в юрисдикции митрополита Евлогия. Усиленно занимался в библиотеках Оксфорда и Лондона, в Британском музее и музее Южного Кенсингтона, изучал православное богословие и литургику.
Когда началась Вторая мировая война, оказался оторванным от экзарха Западноевропейских русских церквей в связи с оккупацией Парижа и перешёл временно под архипастырское окормление митрополита Фиатирского Константинопольской Церкви.
В годы войны, получив британское подданство, служил православным капелланом, окормляя православных военнослужащих в Англии и Шотландии, а также православных жителей Северной Ирландии, под его пастырским попечением находилась также румынская община в Лондоне. В тот же период читал много докладов и исполнял обязанности священника в содружестве святого Албания и преподобного Сергия Радонежского.

### В клире Московского Патриархата
После окончания войны в 1945 году восстановил связь с Митрополитом Евлогием, который вскоре вернулся в Русскую Православную Церковью.
В конце 1945 года был назначен в новообразованный приход в Амстердаме, но уже в марте 1946 года отозван в Париж.
По рекомендации Владимира Лосского в октябре 1946 года был приглашён протоиереем Евграфом Ковалевским, ректором Французского православного института святого Дионисия в Париже, на должность профессора кафедры патристики и истории литургии.
24 ноября 1946 года был возведён в сан архимандрита и назначен инспектором института святого Дионисия патриаршим экзархом в Западной Европе митрополитом Серафимом. Преподавал в институте до 1950 года. Также систематически читал лекции по вопросам богословия и литургики в Англии, Германии, Австрии, Швейцарии (в Женеве).

### Во «Французской Кафолической Православной Церкви»
Особое внимание обращал на проблему, остававшуюся для него главной на протяжении всей жизни — восстановление Православия западного обряда. Это побудило его в 1953 году вместе с Евграфом Ковалевским и основанной им «Французской Кафолической Православной Церковью» покинуть юрисдикцию Московского Патриархата.
После кончины в 1958 году профессора Владимира Лосского заместил его на кафедре догматического богословия, передав кафедру патристики епископу Волоколамскому Василию (Кривошеину).

### Возвращение под омофор Московского патриарха. Служение во Франции
В марте 1959 года возвратился в лоно Матери-Церкви и был направлен архиепископом Клишийским Николаем (Ерёминым) в клир Трёхсвятительского подворья в Париже с поручением пастырского окормления прихода преподобного Сергия и Германа Валаамских в Вильмуасоне. С того же времени преподавал патристику и литургику в семинарии в Вильмуассоне близ Парижа.
В июне 1960 года впервые посетил Советский Союз и побывал в духовных центрах Русской Православной Церкви.
31 августа 1960 года решением Священного Синода был избран епископом Медонским, викарием Корсунской епархии. Епископская хиротония была совершена 1 ноября того же года в Парижском храме Трёх святителей митрополитом Корсунским Николаем (Ерёминым), архиепископом Брюссельским Василием (Кривошеиным), епископами Сергиевским Антонием (Блумом) и Подольским Никодимом (Ротовым).
Несколько лет исполнял педагогические обязанности в Париже.

### Служение в Северной Америке
30 июля 1968 года был назначен епископом Филадельфийским, викарием Нью-Йоркской епархии.
На этом посту участвовал в управлении епархией и восстановлении канонических отношений с Русской Православной Греко-Кафолической Церковью в Северной Америке.
Продолжал богословские и литургические исследования, чтение лекций, в том числе в римо-католических университетах Нью-Йорка и Вашингтона.
5 апреля 1970 года возведён в сан архиепископа.
10 апреля того же года, в связи с учреждением автокефальной Православной Церкви в Америке, был переведён временно управляющим патриаршими приходами в Мексике.

### Служение в Германии
11 августа 1970 года решением Священного Синода Русской Православной Церкви освобождён от управления приходами в Мексике и тогда же, после изучения состояние церковных дел в Северной Германии (в пределах ФРГ), Синод поручил ему поручил представить доклад с предложениями об определении ему соответствующего титула и постоянной резиденции в Северной Германии.
По предложению архиепископа Алексия 1 декабря того же года ему был присвоен титул архиепископа Северогерманского, 24 февраля 1971 года изменённый на Дюссельдорфский.
В мае-июне 1971 года представлял свою епархию на Поместном Соборе Русской Православной Церкви.
25 мая 1975 года, при участии патриаршего экзарха Средней Европы архиепископа Берлинского Филарета (Вахромеева), открыл в Дюссельдорфе епархиальный центр, разместившийся в бывшем монастыре, переданном Кёльнской епархией Римо-Католической церкви. В 1978—1980 годах по его инициативе в епархиальном центре проходили межконфессиональные встречи, на которых обсуждались богословские, литургические, патрологические, экуменические и другие вопросы.
Вступив в управление епархией уже в преклонном возрасте, показал пример самоотверженного служения. Принимая деятельное участие в межправославном и межконфессиональном сотрудничестве в ФРГ, продолжал богословские и литургические исследования. За время его управления епархией её численность выросла с одного до четырёх приходов.
4 апреля 1979 года подал прошение об увольнении на покой из-за тяжёлой хронической болезни.

### На покое
27 апреля того же года прошение было удовлетворено, а в патриарх Московский и всея Руси Пимен направил ему личное письмо:

Мы благодарим Господа, даровавшего святой Русской Православной Церкви такого преданного и одарённого Его служителя, каким являетесь Вы, Ваше Высокопреосвященство. На протяжении многих и многих лет Вы, дорогой Владыко, осуществляли напряжённую богословскую деятельность и стали признанным авторитетом в таких важных сферах христианской науки, как патрология и древняя литургика. Немало трудов Вы положили для подготовки молодых поколений православных богословов и священнослужителей… Вы показали себя достойным преемником святых апостолов, рачительным пастырем словесных овец… Господь воздаст Вам, дорогой Владыко, по делам Вашим Своею великою и богатою милостью.

Отвечая патриарху, архиепископ Алексий писал: «Ваши сердечные слова доставили мне большую радость. Я надеюсь, что смогу закончить мои литургические и богословские труды, которыми я все ещё занимаюсь.»
В духовной бодрости он встретил свой 80-летний юбилей.
Скончался 26 мая 1980 года в Дюссельдорфе на 81 году жизни. 30 мая того года в храме во имя святого Корнилия в Нёйссе, ФРГ, архиепископ Берлинский Мелхиседек (Лебедев) в сослужении клириков епархии и представителей местной митрополии Константинопольского Патриархата совершил отпевание. Погребён на семейном участке кладбища в Синт-Никласе, Бельгия.

## «Теория свечи»
Участвовал в экуменическом движении. Получил известность среди православных богословов образным сравнением церкви с пламенем свечи, сияющей тёмной ночью. Источником света, тепла, спасения и благодати является только сама свеча. Но есть и те, кто находится рядом, и их тоже озаряет свет свечи, согревает её пламя. Тех, кто ушёл дальше, достигают только искры. Наконец, есть те, кто погружен в абсолютную тьму. Таким образом, облегчаются возможности для диалога с теми, «кто находится рядом» (в первую очередь, с католиками), но, одновременно, признаётся, что полноту истину можно обрести только в православной церкви. Этим «теория свечи» принципиально отличается от «теории ветвей», которая предусматривает равноправие основных христианских конфессий («теория ветвей» отвергается ортодоксальными богословами, принадлежащими как к православию, так и к католицизму).

## Публикации
- Речь архимандритa Александра (Немоловскoгo) при наречении eгo вo епископа Аляскинскoгo // Прибавление к «Церковным ведомостям». 1909. — № 46. — C. 2181.
- La liturgie orthodoxe de rit occidental (Esai de restauration). SETOR, 1947 (один из авторов перевода).
- Развитие часовых молитв («часов») в церкви // «Дух и истина», 1954. (нем.)
- Время молитвы в египетском монашестве. Берлин, 1957. (англ.)
- L’Expositio Missae Gallicanae est-elle de St-Germain de Paris // Вестник Русского Западно-Европейского Патриаршего Экзархата. 1959. — № 32
- Du Sacerdoce du Christ, de ses stages et de la part des saints dans ce sacerdoce // Вестник Русского Западно-Европейского Патриаршего Экзархата. 1960. — № 33—34.
- L’Orthodoxie devant les tendances oecuménistes // Вестник Русского Западно-Европейского Патриаршего Экзархата. 1961. — № 37. — С. 9—27.
- L’Eglise comme domaine de la seigneurie du Christ selon la vue orthodoxe // Вестник Русского Западно-Европейского Патриаршего Экзархата. 1961. — № 38—39. — С. 70—87.
- Missel orthodox ou Livre de la Synaxe liturgique de rit occidental. Paris: Contacts, 1962. (один из авторов перевода).
- L’Apport de la Syna gogue à la liturgie chrétienne. (Conférence) // Вестник Русского Западно-Европейского Патриаршего Экзархата. 1963. — № 41. — С. 26—35.
- Les Sacrements — ponts ou murs entre l’Orthodoxie et Rome? // Вестник Русского Западно-Европейского Патриаршего Экзархата. 1965. — № 51. — С. 162—185.
- Вера, устав и миссия Церкви. Истинная проблема её экуменического единства / Православие сегодня, 1966. — № 14. (нем.)
- Таинства: Мосты или стены между православием и Римом? // Диакониа, 1968. — № 3. (англ.)
- Первосвятительство Христа и святительство святых в Нём // Православие сегодня, 1968. — № 22. (нем.)
- Les théologies du sacrifice eucharistique à la lumière de I’Ecriture sainte et des pères anciens [Богословия евхаристической жертвы в свете Священного Писания и Отцов Древней Церкви] // Вестник Русского Западно-Европейского Патриаршего Экзархата. — М., 1968. — № 61. — С. 10-40.
- Удовлетворительна ли восточная православная литургическая традиция для современного человека? // Диакониа. 1969. — № 4. (англ.)
- Теология евхаристической жертвы в свете Св. Писания и древних Отцов // Православие сегодня. 1970. — № 32—33. (нем.)
- Воскресение Христово, его действительность и действие // Журнал Московской Патриархии. — М., 1974. — № 5. — С. 60—65.